# Berny Pålsson
Berny Karisma Bernadette Pålsson, född 1 augusti 1983, är en svensk författare. Hon har skrivit två självbiografier Vingklippt ängel 2004 och Känn pulsen slå som utkom januari 2008, båda är utgivna på bokförlaget Forum. Båda hennes biografier är berättelser om hur det är att lida av allvarlig psykisk sjukdom och att vistas på psykiatriska sjukhus.
Pålsson har fått beundrare inom en grupp unga flickor som känner igen sig i hennes erfarenheter av psykvård, missbruk och  självskadebeteende. Pålsson har som reaktion tagit aktivt avstånd från självdestruktivt beteende, vilket hon ofta uttalat sig om. Pålssons debutbok, Vingklippt ängel, handlar om hennes självdestruktivitet och psykossjukdom. I boken brottas hon med självdestruktivitet och hon vistas långa perioder på olika psykiatriska avdelningar. Enligt boken fick hon först felaktigt diagnosen borderline[källa behövs]. Slutligen fick hon diagnosen schizofreni. Uppföljaren Känn pulsen slå, tar vid där Vingklippt ängel slutar och handlar om två år av Pålssons liv, då hon kämpar mot drogmissbruk och abstinens, samtidigt som minnena av sexuella övergrepp i barnaåren blir starka. I boken riktar författaren kritik mot hur så kallade dubbeldiagnoser hanteras i vården.
TV-dokumentären Berny Blue om Pålsson visades i SVT2 program K-special den 29 september 2008. Filmen har även visats på biograf[källa behövs] och släppts som DVD. 
I april 2013 tilldelades Pålsson ett stipendium för att finansiera studier i journalistiskt skrivande på Berghs.